# カシス (アルバム)
『カシス』は、井上陽水の17枚目のオリジナル・アルバム。2002年7月14日に発売された。2019年6月26日には高音質のUHQCDで再発売された。

## 収録曲
| 全作詞: 井上陽水（特記以外）。 |                                               |                      |                    |                      |      |
| #                              | タイトル                                      | 作詞                 | 作曲               | 編曲                 | 時間 |
| 1.                             | 「イミテーション・コンプレックス」            | 井上陽水（特記以外） | 井上陽水           | 井上陽水、宮崎一哉   | 4:22 |
| 2.                             | 「この世の定め」                              | 井上陽水（特記以外） | 井上陽水           | 井上陽水、村田陽一   | 5:00 |
| 3.                             | 「Final Love Song」                           | 井上陽水（特記以外） | 井上陽水           | 井上陽水             | 4:25 |
| 4.                             | 「テレビジョン」                              | 井上陽水（特記以外） | 井上陽水           | BANANA U・G          | 4:27 |
| 5.                             | 「恋のエクスプレス」                          | 井上陽水（特記以外） | 井上陽水           | 大村雅朗             | 6:18 |
| 6.                             | 「森花処女林」                                | 井上陽水（特記以外） | 井上陽水           | 井上陽水、今堀恒雄   | 3:19 |
| 7.                             | 「パンキー・ロカビリー」                      | 井上陽水（特記以外） | 井上陽水、平井夏美 | 美久月千晴、村田陽一 | 3:09 |
| 8.                             | 「結局 雨が降る」                             | 井上陽水（特記以外） | 井上陽水、平井夏美 | 平井夏美             | 2:28 |
| 9.                             | 「You Are The Top」(作詞: 三谷幸喜、井上陽水) | 井上陽水（特記以外） | 井上陽水、平井夏美 | 井上陽水、平井夏美   | 4:27 |
| 10.                            | 「都会の雨」                                  | 井上陽水（特記以外） | 井上陽水           | 井上陽水、平井夏美   | 4:46 |
| 11.                            | 「決められたリズム」                          | 井上陽水（特記以外） | 井上陽水           | 井上陽水             | 4:13 |
| 合計時間:                      | 合計時間:                                     | 合計時間:            | 合計時間:          | 46:54                |      |

### 楽曲解説
1. イミテーション・コンプレックス
2. この世の定め
44thシングル。
3. Final Love Song
45thシングル。
4. テレビジョン
5. 恋のエクスプレス
6. 森花処女林
46thシングルとしてリカット。
フジテレビ系ドラマ「ランチの女王」挿入歌。
7. パンキー・ロカビリー
8. 結局 雨が降る
9. You Are The Top
三谷幸喜が手掛けた芝居『You Are The Top今宵の君』の劇中歌。
10. 都会の雨
11. 決められたリズム
松竹配給映画「たそがれ清兵衛」主題歌。
「森花処女林」のカップリングにはシングルヴァージョンで収録。
2002年10月23日発売の47thシングル「飾りじゃないのよ涙は」カップリングにも収録。